# Neblinatapaculo
Der Neblinatapaculo (Scytalopus altirostris) zählt innerhalb der Familie der Bürzelstelzer (Rhinocryptidae) zur Gattung Scytalopus.
Früher wurde die Art als Unterart (Ssp.) des Andentapaculo (Scytalopus magellanicus) angesehen und als Scytalopus magellanicus altirostris bezeichnet.
Die Art ist in Peru endemisch auf den nordöstlichen Anden von der Region Amazonas bis Region Huánuco.
Das Verbreitungsgebiet umfasst Unterholz im tropischen oder subtropischen feuchten Bergwald nahe der Wald- und Baumgrenze zwischen 3100 und 3500 m Höhe. Weiter unterhalb schließt sich im nördlichen Teil des Verbreitungsgebietes der Lebensraum des Schwarztapaculos (Scytalopus latrans) an. Sympatrisch, aber in geringerer Höhe kommt der Trillertapaculo (Scytalopus parvirostris) vor. Im südlichen Teil des Verbreitungsgebietes besteht eine Überlappung mit dem Grautapaculo (Scytalopus acutirostris).
Das Artepitheton kommt von lateinisch altus ‚hoch‘ und lateinisch rostrum ‚Schnabel‘.

## Merkmale
Der Vogel ist 10 bis 12 cm groß und wiegt zwischen 17 und 22 g, er ist ein ziemlich kleiner Tapaculo, blassgrau mit Hellbraun auf Rumpf und Flanken und einem braunen Schimmer auf dem Nacken. Die oberen Schwanzdeckfedern sind braun mit schwarzer Bänderung, die Flügel sind grau, die inneren Steuerfedern dunkelbraun mit schwarzer Terminalbinde, ansonsten dunkelgrau mit angedeuteter braun-schwärzlicher Bänderung. Mitunter findet sich ein blassgrauer Überaugenstreif. Die Unterseite ist blasser grau, Flanken und Bürzel blass gelbbraun, schwarz gebändert. Beim Weibchen ist mehr Braun als Grau zu sehen, auch ist die Bänderung deutlicher. Die Iris ist braun oder dunkelbraun, der Schnabel schwärzlich, die Füße braun bis blass graubraun. Die Art ähnelt anderen Tapaculos in Peru, mit dem sehr ähnlichen Ancashtapaculo (Scytalopus affinis) und dem Punatapaculo (Scytalopus simonsi) überlappen sich die Verbreitungsgebiete jedoch nicht.
Die Art ist monotypisch.

## Stimme
Der Gesang wird als abfallende Lautfolge über 20 Sekunden mit 1 bis 2 Tönen pro Sekunde „djrr djrr djrr djrr djrr djrr“ beschrieben.

## Lebensweise
Die Nahrung wohl aus kleinen Insekten, die in Erdbodennähe in Grasbüscheln, Büschen und im Elfenwald gesucht werden.
Über die Brutzeit ist nichts Genaues bekannt.

## Gefährdungssituation
Der Bestand gilt als nicht gefährdet (Least Concern).